# ГТЕС Каверау (Mercury)
ГТЕС Каверау (Mercury) — геотермальна електростанція на Північному острові Нової Зеландії, що належить компанії Mercury NZ (на момент спорудження станції була відома як Mighty River Power), яка діє через Kawerau Geothermal Limited (KGL).
Можливо відзначити, що ще з 1957 року компанія Ngati Tuwharetoa Geothermal Assets Limited (NTGAL) використовувала геотермальне поле Каверау для подачі теплової енергії (пару) місцевим промисловим підприємствам целюлозно-паперової та деревообробної промисловості. З плином часу на основі цього ж поля виникли кілька геотермальних електростанцій, що належали компаніям Nova Energy/NTGAL (5,9 МВт, два генератори стали до ладу в 1989 та 1993 роках і виведені з експлуатації у 2014 та 2017 роках), Norske Skog Tasman/NTGAL (8 МВт, введена в 1996-му), Eastland Generation (57 МВт, перше генеруюче обладнання запустили в 2008-му).
Нарешті, в 2008-му запустили найпотужнішу серед названих ГТЕС, споруджену компанією KGL. Її живлення забезпечують шість свердловин, що подають двофазну паро-водяну суміш з глибини від 1900 до 2100 метрів (також відомо, що температура підземного резервуару Каверау становить від 250 до 310 градусів Цельсію). За потреби може відбуватись обмін з паровою системою NTGAL, яка постачає пару промисловим підприємствам.
Електроенергію виробляє одна парова турбіна виробництва Fuji номінальною потужністю 95,7 МВт (максимальна — 113 МВт).